# Critters 2: The Main Course
Critters 2: The Main Course (en español Critters 2: El plato principal), también conocida como Critters: El Platillo Principal en Venezuela, o simplemente como Critters 2, es una película de terror con toques de comedia de 1988 y la segunda película de la saga Critters. 
Fue protagonizada por Don Keith Opper, Cynthia Garris, Liane Curtis y Scott Grimes; dirigida por Mick Garris y escrita por él mismo, junto a David Twohy.

## Sinopsis
Dos años después de los incidentes de la primera película, se descubren huevos de estos peludos extraterrestres, llamados Critters. Brad Brown, junto a los cazarrecompensas, regresan al pueblo, justo a tiempo para una nueva batalla.

## Trama
La acción tiene lugar algunos años después de la primera película: Charlie se encuentra trabajando como cazarrecompensas en el espacio exterior, junto a Ugh y Lee, cuando de pronto reciben un aviso: todavía existen Critters vivos en el planeta Tierra. Deben volver allí y exterminarlos.
Mientras tanto, en la Tierra, Brad Brown vuelve a la ciudad ficticia de "Grover's Bend" para visitar a su abuela. La noticia de su regreso se dispersa rápidamente entre los pobladores, hecho que deja entrever que conocen sobre su participación en los eventos de la primera película.  
Los Critters comienzan a nacer y devoran a un granjero local que confundió los huevos de estas criaturas con huevos de Pascua; después, Brad y su amiga Megan, una chica del pueblo, van a la iglesia para la inauguración de la búsqueda de huevos de Pascua, donde el sheriff es elegido para el puesto de Conejo de Pascua.  
Poco después, los Critters atacan brutalmente al sheriff y este muere en la iglesia frente a todos. Al llegar a la Tierra, Charlie, Ugh y Lee encuentran una Revista Playboy. Lee se transforma en la mujer de la portada. 
Después, en "The Hungry Heifer", los Critters empiezan a devorar la comida chatarra de aquel lugar y gracias a eso, Ugh se da cuenta de que estos seres comen en grupos; enseguida, Ugh y Lee matan a algunos. Desafortunadamente esa noche Lee es atacado brutalmente y devorado por ellos. Ugh se estremece y, deprimido, vuelve a su forma original.
Los habitantes del pueblo se atrincheran en la iglesia mientras los Critters aniquilan al ganado. En un intento por acabar con los monstruos Brad propone un plan: atraen a los Critters hasta una fábrica de hamburguesas para hacerla explotar. No obstante, los monstruos logran escapar del estallido agrupándose para formar una gran esfera que devora todo a su paso. 
Los Critters se dirigen a la iglesia donde el resto de la población estaba resguardada mientras Brad y Megan tratan de detenerlos con su camioneta, pero justo antes de que los Critters lleguen, Charlie estrella la nave espacial contra ellos y logra destruirlos, dándosele por muerto. Al final, se descubre que logró escapar a tiempo saltando en paracaídas. 
Una nueva nave espacial llega y Ugh regresa al espacio, Charlie permanece en el pueblo para ocupar el puesto de sheriff y Megan se despide de Brad con un beso antes de que él vuelva a la ciudad.

## Trivia
- Es la entrega donde mueren más personas, ya que en la primera parte de la saga solo mueren una vaca, un pez, varias gallinas y dos personas.
- La película fue publicitada por una importante marca de carnes para hamburguesas que existió en Estados Unidos durante los años 80.
- Al difundirse el tráiler de esta secuela, muchas madres lo catalogaron como muy sangriento. Pero tras el estreno de la película, resultó que toda esa sangre, en realidad, era salsa de tomate de una escena en la que los Critters llegan a una tienda de comida rápida.
- La escena de la nave de los cazarrecompensas volviendo al planeta Tierra, es la misma que la de la huida de los Critters en la primera película.